# Neue Neustadt

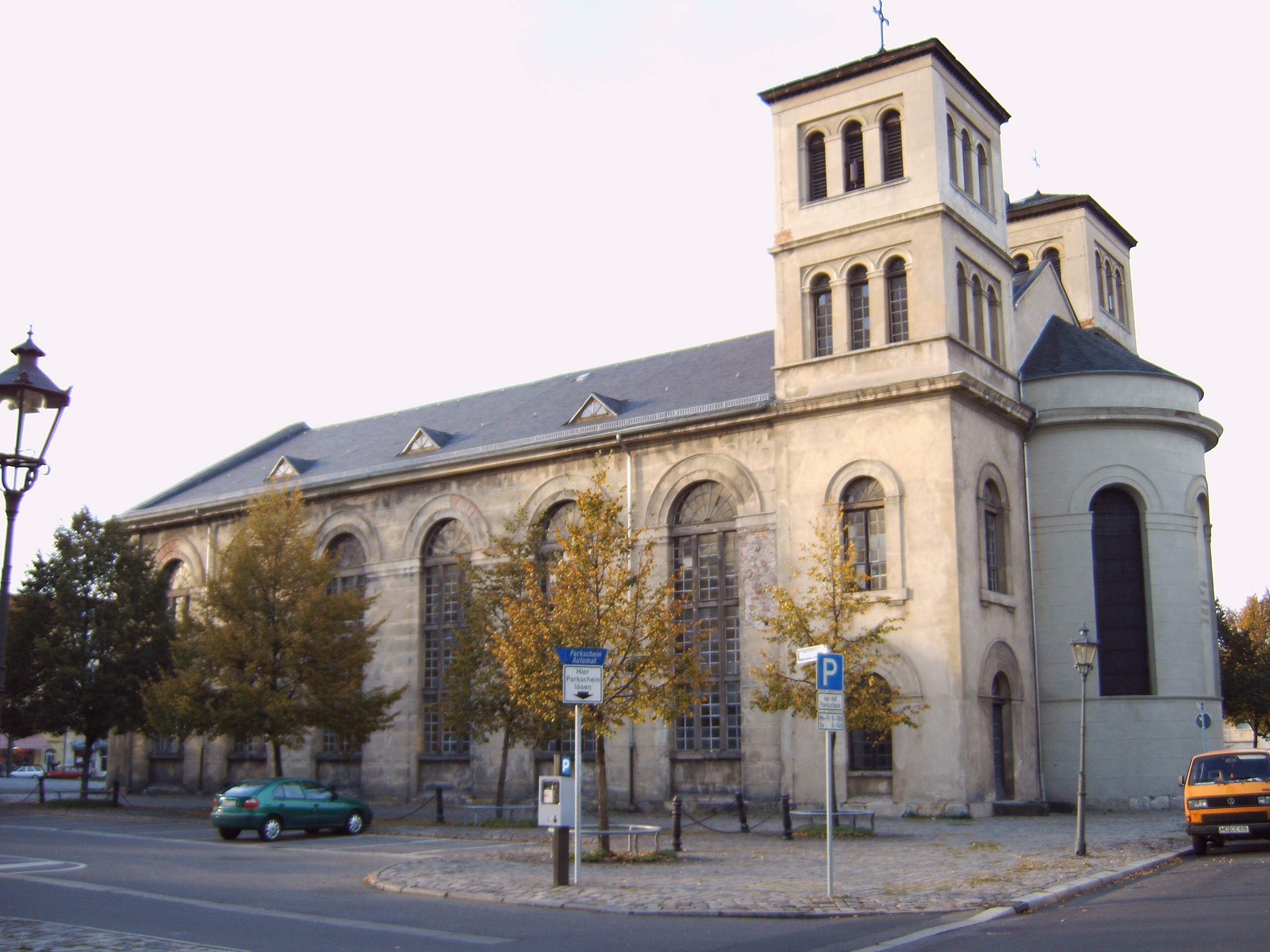
Sankt-Nicolai-Kirche

Die Neue Neustadt ist ein Stadtteil im Norden Magdeburgs. Auf einer Fläche von 4,5382 km² leben 15.926 Menschen (Stand 31. Dezember 2022). Der Ausländeranteil lag zum gleichen Zeitpunkt bei 24,79 % (3948 Ausländer) und war für Magdeburger Verhältnisse überdurchschnittlich.

## Geschichte
Funde aus der jüngeren Steinzeit belegen eine frühe Besiedlung. In dem Gebiet der Neuen Neustadt befinden sich die Wüstungen Insleben und Lewersdorf. Diese Dörfer gehörten dem Magdeburger Moritzkloster.
Nach der Zerstörung der Alten Neustadt im Jahr 1812 wurde die Neue Neustadt bis 1814 errichtet. Von den französischen Behörden erhielt sie den Namen Hieronymusstadt. Die Straßen wurden schachbrettartig angelegt. Auf der Nachtweide war die eingehegte Weide für Haustiere. In der Neuen Neustadt bestand seit 1816 das Hospital Schwiesau. Ab den 1830er Jahren siedelten sich Fabriken zum Verarbeiten landwirtschaftlicher Produkte an. Um 1860 gab es vier Zucker-, eine Schokoladen-, eine Zichorienfabrik, eine Brauerei und drei Maschinenfabriken. Am 12. März 1864 wurde in der Neustädter Bierhalle, der späteren Wilhelma an der Lübecker Straße, in der Neuen Neustadt die Association zur Anschaffung nötiger Lebensbedürfnisse zur Neustadt-Magdeburg gegründet. Aus der Gesellschaft ging die später regional bedeutende Konsumgenossenschaft Magdeburg hervor. Die Neue Neustadt gehörte ursprünglich zur Stadt Neustadt-Magdeburg und wurde mit dieser am 1. April 1886 in die Stadt Magdeburg eingemeindet. Später wurde im Stadtteil das Motorenbau-Zweigwerk Magdeburg (MZM) der Junkers Flugzeug- und Motorenwerke errichtet.
Am 22. September 1912 wurde die 100-Jahr-Feier der Gründung der Neuen Neustadt gefeiert. 1914 errichtete man zum Gedenken an die Feier etwas südlich der Grenze des Stadtteils, im Stadtteil Alte Neustadt, den Gedenkstein zur Gründung der Neuen Neustadt 1812.
Zur Geschichte und Bedeutung der Straßennamen, siehe Magdeburger Straßen.

## Bauwerke
Die evangelische Kirche St. Nicolai Karl Friedrich Schinkels ist Vorbild für seine sogenannte Normalkirche. Vor ihr wurde 1885 das jedoch nicht erhaltene Kriegerdenkmal Neue Neustadt errichtet. Weitere Kirchen des Stadtteils sind die katholische St.-Agnes-Kirche sowie die Neuapostolische Kirche Magdeburg-Neustadt am Moritzplatz. Ebenfalls am Moritzplatz befindet sich mit dem denkmalgeschützten Moritzhof ein bekanntes Kulturzentrum der Stadt. In der Nähe befindet sich auch die ebenfalls denkmalgeschützte Gemeinschaftsschule Thomas Müntzer.
Auf die industrielle Geschichte des Stadtteils verweisen denkmalgeschützte Industriebauten wie die Wasserkunst Neue Neustadt und das Fabrikgebäude der ehemaligen Junkers Flugzeug- und Motorenwerke AG, Motorenbau Zweigwerk Magdeburg.
Die im Stadtteil vorhandenen Kulturdenkmale sind im örtlichen Denkmalverzeichnis aufgeführt.
Im Vogelgesangpark befindet sich der Zoologische Garten Magdeburg.

## Personen
In der Neuen Neustadt geboren wurden:
- Elli Domke (1888–1975), deutsche Widerstandskämpferin gegen den Nationalsozialismus
- Richard Oelze (1900–1980), deutscher Maler (wurde in der Ankerstraße geboren)